# Kirchehrenbach
Kirchehrenbach település Németországban, azon belül Bajorországban. Lakosainak száma 2227 fő (2023. december 31.).

## Népesség
A település népessége az elmúlt években az alábbi módon változott:
| Lakosok száma | 913  | 1396 | 1816 | 2095 | 2258 | 2259 | 2250 | 2234 | 2211 | 2227 |
|               | 1875 | 1950 | 1975 | 1987 | 2012 | 2014 | 2016 | 2017 | 2021 | 2023 |